# کوفون

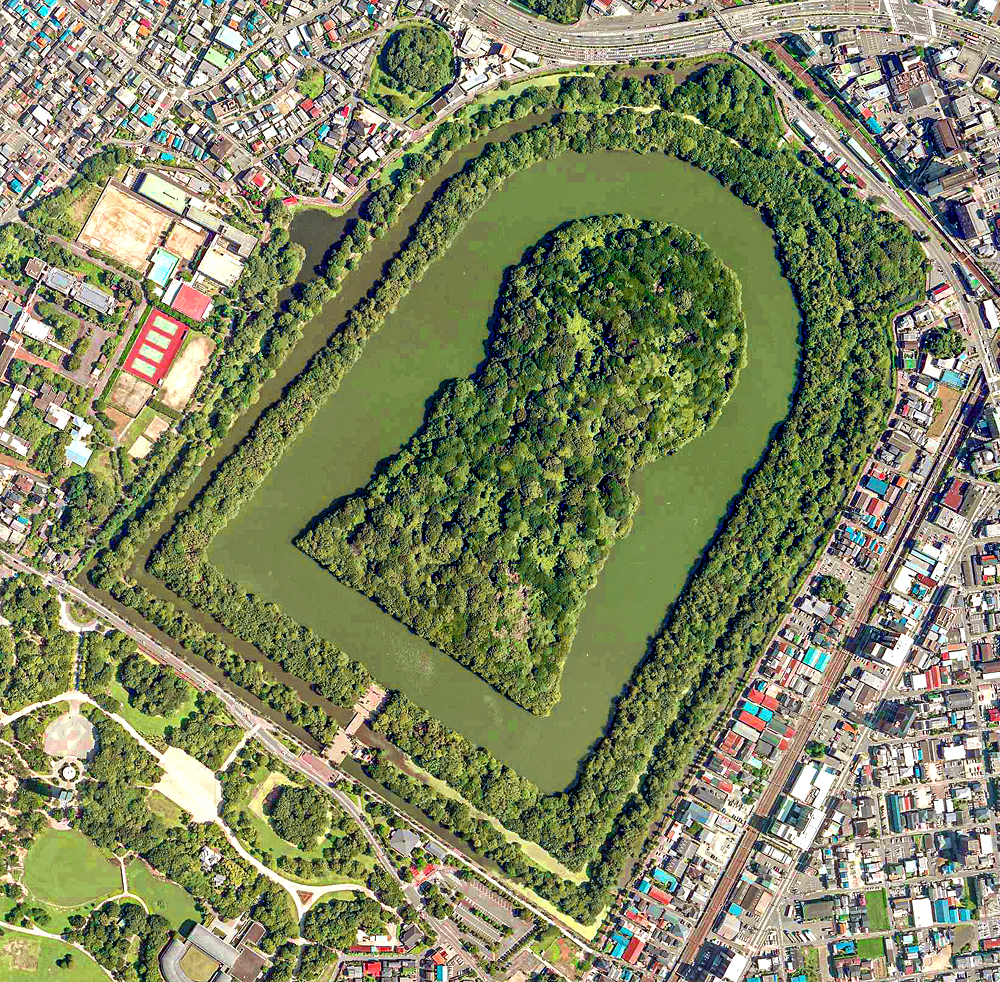
دای‌سن کوفون (سده پنجم میلادی) بزرگترین کوفون ساخته شده در ژاپن است. این کوفون در شهر ساکایی، استان اوساکا قرار دارد. به این شکل کوفن زنپوکوئن فون گفته می‌شود.

کوفون (به ژاپنی: 古墳 こふん) به قبرهای قدیمی دارای گورپشته گفته می‌شود. ساخت و ساز کوفون‌ها در تاریخ ژاپن از نیمه دوم سدهٔ سوم تا نیمه نخست هفتم میلادی رواج داشته‌است. چنین قبرهایی در نواحی شرق جهان جهت دفن افراد بلند پایه یا قدرتمند ساخته می‌شده‌است. کوفون ها بر اساس شکل به چند گروه تقسیم می شوند، در ابتدا کوفون‌ها به شکل دایره یا مستطیل ساخته می‌شدند و بتدریج اشکال پیچیده‌تر هشت ضلعی و به مانند سوراخ کلید که به ژاپنی به این نوع کوفون زنپوکوئن فون گفته می‌شود رواج پیدا کرد.

## نگارخانه

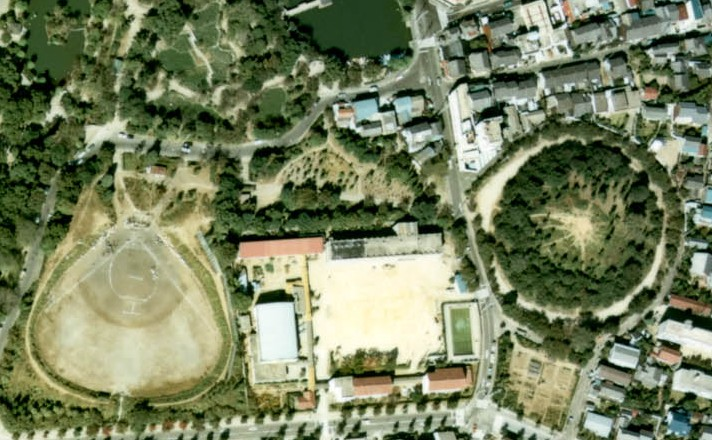
کوفون دایره‌ای شکل
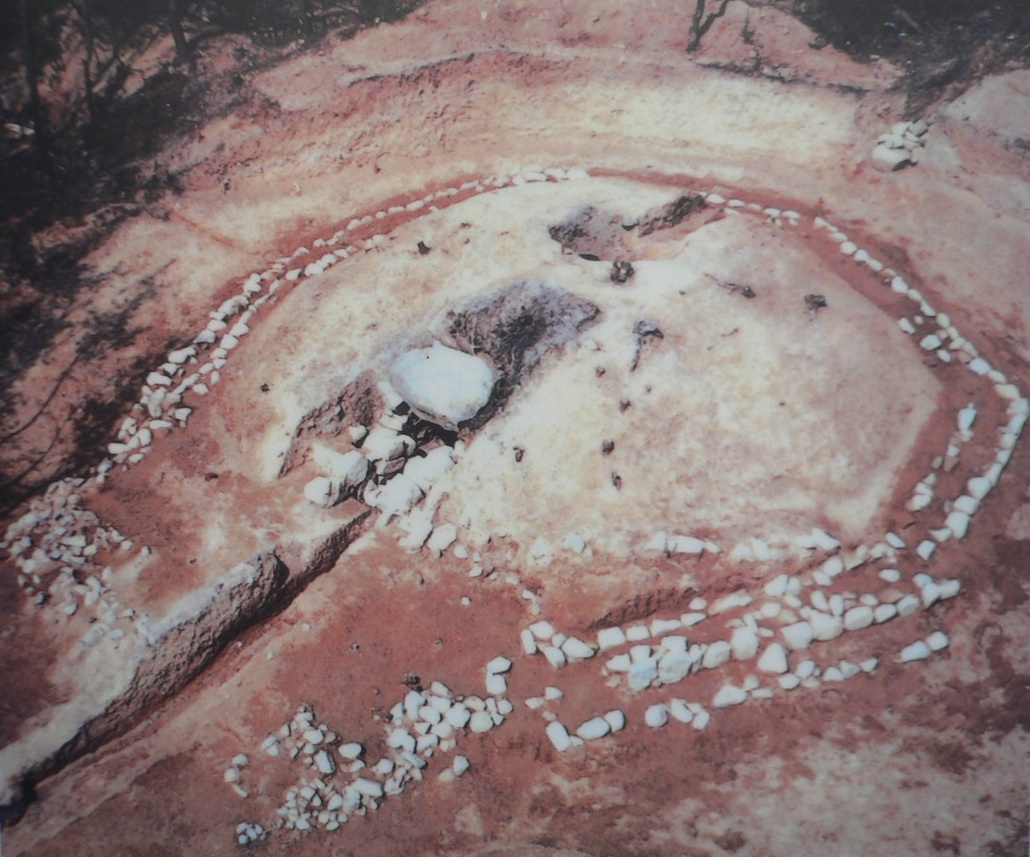
کوفون هشت ضلعی شکل